# Raphael von Weinzierl
Raphael Joseph Xaver Anton von Weinzierl (* 11. Dezember 1782 in St. Peter; † 17. August 1864 in Säckingen) war ein deutscher Verwaltungsbeamter.

## Leben
Raphael von Weinzierl, Sohn einer Oberamtmanns und schwarzenbergischen Geheimen Rats, studierte Rechtswissenschaften in Freiburg im Breisgau und an der Ruprecht-Karls-Universität Heidelberg. 1805 war er in Heidelberg der Stifter der Suevia I. Als Senior der Suevia trug er mit dem späteren kurhessischen Diplomaten und Syndicus der Hansestadt Lübeck Carl August Buchholz ein Pistolenduell aus. Nach dem Studium trat er in den Staatsdienst des Großherzogtums Baden ein. 1816 wurde er Amtmann und Amtsverweser des Bezirksamts Schönau. 1819 wurde er Amtsvorstand des Stabsamts Jestetten, wo er 1830 zum Oberamtmann befördert wurde. 1831 wechselte er als Amtsvorstand zum Bezirksamt Säckingen. Dort blieb er bis zu seiner Pensionierung 1846 im Amt.